# Rio Pardo Pequeno
O rio Pardo Pequeno é um curso de água do estado de Minas Gerais, Brasil. É um afluente da margem esquerda do rio Pardo Grande e, portanto, um subafluente do rio das Velhas. É um dos rios que compõem a bacia hidrográfica do rio São Francisco.
Apresenta 67 km de extensão e drena uma área de 700 km². Sua nascente localiza-se no município de Diamantina, a uma altitude de aproximadamente 1400 metros na serra do Espinhaço. Banha a cidade de Monjolos.
Alguns de seus trechos servem de limite natural entre municípios. O trecho entre a foz do córrego do Capão e a foz do córrego Chapadinha separa os municípios de Diamantina e Gouveia. A partir daí, seu leito separa os municípios de Diamantina e Monjolos por 23 km. Em seus últimos 10 km de extensão até desembocar no rio Pardo Grande, seu leito separa os municípios de Monjolos e Santo Hipólito.